# 初蕾
『初蕾』（はつつぼみ）は、山本周五郎の短編小説。初出は『講談雑誌』（博文館）1947年1月号。
1973年と2003年に、いずれもTBSでドラマ化された。また、たびたび舞台化もされている。

## テレビドラマ

### 1973年版
1973年2月18日にTBSの「東芝日曜劇場」で放送。

#### スタッフ
- 原作：山本周五郎
- 脚本：橋田壽賀子
- 演出：久世光彦
- 音楽：小野崎孝輔

#### キャスト
- お民：いしだあゆみ
- 梶井半之助：山本聡
- 梶井良左衛門：原保美
- 小太郎：水野哲
- はま：奈良岡朋子
- 金田龍之介
- 清水将夫
- 大森暁美
- 沖わか子

### 2003年版
2003年12月8日に「山本周五郎生誕100年記念番組」としてTBSで放送。

#### スタッフ
- 原作：山本周五郎
- 脚本：宮川一郎
- 音楽：若草恵
- 演出：鴨下信一
- プロデューサー：石井ふく子

#### キャスト
- お民：宮沢りえ
- 梶井半之介：東山紀之
- おひで：泉ピン子
- おしの：藤田朋子
- 森田久馬：松村雄基
- お力：池内淳子
- 梶井良左衛門：宇津井健
- はま女：若尾文子
- 小太郎（幼少）：渡邉奏人
- 別府康男
- 池田幹

## 舞台
- 1975年 名鉄ホール・十一月特別公演
  - キャスト/お民：長山藍子、梶井半之助：中村富十郎 (5代目)、お力：池内淳子、かね：大鹿次代、俣野孝太夫：東大二郎、原：中村富之助、川勝：阪東豊之助、梶井良左衛門：瀬川菊之丞 (6代目)、はま：山岡久乃
- 1978年 新橋演舞場・新派三月特別公演
  - キャスト/お民：波乃久里子、梶井半之助：安井昌二、森田久馬：永久保一男、清吉：有田正明、お峰：小泉まち子、梶井良左衛門：春本泰男、はま：市川翠扇
- 1982年 新人会地方巡演
  - スタッフ/演出：石井ふく子[1]、脚本：橋田壽賀子[1]
  - キャスト/お民：長山藍子[1]、はま：いまむらいづみ[1]、梶井半之助：小島敏彦[1]、平林尚三、梶井良左衛門：前田昌明[1]、藤田啓而、益海愛子、お力：菅原チネ子[1]、森田久馬：加藤博之[1]、お峰：深尾真里[1]、お咲：山口杏子[1]、小太郎：池田直人[1]
- 1991年 三越劇場十月公演
  - キャスト/お民：長山藍子、梶井半之助：川崎麻世、お力：中村玉緒、清吉：鈴木昭生、森田久馬：小島敏彦、かね：菅原チネ子、お峰：深尾真里、梶井良左衛門：山村聡、はま：いまむらいづみ
- 1993年 ストーンウェル第37回公演
  - キャスト/お民：長山藍子、梶井半之助：川崎麻世、お力：中村玉緒、かね：菅原チネ子、お峰：深尾真里、トキ：加藤聖恵、客：佐々木一哲、梶井良左衛門：山村聰
- 2004年 芸術座・東宝現代劇5月・6月特別公演
  - キャスト/お民：京野ことみ、梶井半之助：倉田てつを、お力：大空眞弓、森田久馬：大柴邦彦、かね：大鹿次代、番頭清吉：別府康男、お峰：小川絵莉、梶井良左衛門：宇津井健、はま：池内淳子
- 2004年 南座錦秋特別公演
  - キャスト/お民：高橋恵子、梶井半之助：新藤栄作、お力：音無美紀子、森田久馬：丹羽貞仁、番頭清吉：永久保一男、客：半田真二、かね：青柳喜伊子、梶井良左衛門：竹脇無我、はま：草笛光子